# Crucilândia
Crucilândia es un municipio brasileño del estado de Minas Gerais. Su población estimada en 2004 era de 4.425 habitantes. Está localizado a 104 km de Belo Horizonte, la capital del estado, y a 76 km de Itaúna.